# Sultanato de Hadiya
El sultanato Hadiya (r. siglo XIII - siglo XV) fue un antiguo reino situado en el suroeste de Etiopía, al sur del río Abbay y al oeste de Shewa. Estaba gobernado por el pueblo Hadiya, que hablaba la lengua cusítica Hadiyya. La zona histórica de Hadiya estaba situada entre Kambaat, Gamo y Waj, al suroeste de Shewa. En 1850, Hadiya se sitúa al noroeste de los lagos Zway y Langano, pero todavía entre estas zonas.
El reino de Hadiya fue descrito a mediados del siglo XIV por el historiador árabe Chihab Al-Umari como de ocho días de viaje por nueve, lo que Richard Pankhurst calcula que eran 160 por 180 kilómetros. Aunque pequeña, Hadiya era fértil en frutas y cereales, rica en caballos y sus habitantes utilizaban piezas de hierro como moneda. Podía reunir un ejército de 40.000 soldados de caballería y al menos el doble de soldados de a pie.
La actual Zona de Hadiya de la Región de las Naciones, Nacionalidades y Pueblos del Sur se encuentra aproximadamente en la misma zona que este antiguo reino.

## Historia
Es probable que Hadiya formara parte de los dominios del sultanato de Shewa y estuviera vinculada a los Harla antes de la invasión del reino pagano de Damot dirigida por Sidama. Un grupo de hablantes denominado Hadiya-Sidama se desarrolló manteniendo la identidad islámica y creando posteriormente el sultanato de Hadiya. Según los ancianos de Hadiya, la dinastía fue iniciada por los descendientes del emir de Harar, Abadir, que se casó con Sidama. La primera mención que se conserva de Hadiya aparece en el Kebra Nagast (capítulo 94), lo que indica que el reino ya existía en el siglo XIII. Otra mención temprana se encuentra en un manuscrito escrito en el monasterio de la isla del lago Hayq, en el que se afirma que, tras conquistar Damot, el emperador Amda Seyon I se dirigió a Hadiya y la puso bajo su control utilizando ejércitos gura de la actual Eritrea, que más tarde se convertiría en la región de Gurage. Más tarde, durante el reinado de Amda Seyon, el rey de Hadiya, Amano, se negó a someterse al emperador de Etiopía. Amano fue animado a ello por un "profeta de las tinieblas" musulmán llamado Bel'am. Posteriormente, Amda Seyon se dirigió a Hadiya, donde "mató a los habitantes del país a punta de espada", matando a muchos de los habitantes y esclavizando a otros. A pesar de estas medidas punitivas, muchos de los habitantes de Hadiya sirvieron en las unidades militares de Amda Seyon.
Durante el reinado de Zara Yaqob, el Garad o sultán de Hadiya, Mahiko, hijo del Garaad Mehmad, repitió las acciones de su predecesor y se negó a someterse al emperador abisinio. Sin embargo, con la ayuda de uno de los seguidores de Mahiko, el Garaad fue depuesto en favor de su tío Bamo. Garaad Mahiko buscó entonces refugio en la corte del sultanato de Adal. Más tarde fue asesinado por el contingente militar Adal Mabrak, que lo perseguía. Las crónicas recogen que los Adal Mabrak enviaron la cabeza y los miembros de Mahiko a Zara Yaqob como prueba de su muerte.
Tras ocupar militarmente Hadiya, muchos reyes de Etiopía y miembros de alto rango se casaron a la fuerza con mujeres de Hadiya; la reina Eleni de Hadiya es un ejemplo. Esto daría lugar a guerras con el vecino sultanato de Adal, que no veía con buenos ojos las atrocidades cometidas por Etiopía contra su estado musulmán hermano de Hadiya. El sultanato de Adal intentó invadir Etiopía en respuesta, pero la campaña fue un desastre y provocó la muerte del sultán Badlay ibn Sa'ad ad-Din en la batalla de Gomit. Las relaciones entre Etiopía y Adal continuaron agriándose tras el incidente de Hadiya y alcanzaron su punto álgido en la guerra entre Etiopía y Adal, que se uniría a los ejércitos de Adal en su invasión de Etiopía durante el siglo XVI. A finales del siglo XVI, las regiones de Hadiya fueron invadidas por las migraciones de los oromos, por lo que los oromos de Arsi reclaman hoy su ascendencia de Hadiya.

## Miembros famosos
- Elena de Etiopía
- Garaad Amano
- Garaad Mehmad
- Garaad Mahiko
- Garaad Bamo